# Хрістос Банікас
Хрістос (Хрістодулос) Банікас (грец. Χριστόδουλος Μπανίκας; нар. 20 травня 1978, Салоніки) – грецький шахіст і шаховий тренер (тренер ФІДЕ від 2013 року), гросмейстер від 2001 року.

## Шахова кар'єра
Неодноразово представляв Грецію на чемпіонатах світу та Європи серед юніорів у різних вікових категоріях, тричі здобувши бронзові медалі (Кала-Гальдана 1996 – до 18 років, а також Жагань 1997 та Кожикоде 1998 – до 20 років). Від кінця 1990-х років належав до числа провідних грецьких шахістів. 1996 року переміг у чемпіонаті країни зі швидких шахів. Між 2000 і 2005 роками шість разів поспіль ставав чемпіоном Греції, а 2007 року – срібним призером. У 2008-2009 роках здобув ще дві золоті медалі чемпіонату країни. 2002 року в Ханьї виграв чемпіонат Європи зі швидких шахів, а в Стамбулі – чемпіонат балканських країн.
Досягнув низки успіхів на міжнародній арені, зокрема:
- поділив 1-ше місце в Кавалі (1996, разом із, зокрема, Ігорем Міладиновичем і Деяном Античем),
- посів 1-ше місце в Агіос-Кірікосі (1998),
- поділив 1-ше місце в Дос-Ерманасі (2000, разом з Роберто Сіфуентесом Парадою),
- посів 2-ге місце в Генуї (2000, позаду Володимира Малахова,
- поділив 1-ше місце в Ано-Ліосії (2000/01, разом із, зокрема, Володимиром Бакланом, Яном Густафсоном, Леонідом Юдасіним, Ігорем Хенкіним і Сергієм Шиповим)[4],
- Стамбул (2001, посів 1-ше місце),
- поділив 3-тє місце в Кавалі (2005, позаду Суата Аталика і Едуардаса Розенталіса, разом із, зокрема, Левенте Вайдою і Славолюбом Мар'яновичем, а також 2007, позаду Івана Іванишевича і Васіліоса Котроніаса, разом із зокрема, Стеліосом Халкіасом і Тамазом Гелашвілі),
- поділив 2-ге місце в Афінах (2007, турнір Акрополіс Інтернешнл, позаду Іллі Сміріна, разом з Вадимом Малахатьком, Кірілом Георгієвим, Мірчою Пирліграсом, Дімітріосом Мастровасілісом і Дмитром Свєтушкіним),
- поділив 1-ше місце в Афінах (2007, турнір Nikaia Open, разом з Владіміром Петковим і Тиграном Гарамяном),
- поділив 1-ше місце в Агіос-Кірікосі (2008, разом з Робертом Маркушем),
- поділив 1-ше місце в Афінах (2009, турнір Acropolis, разом з Боркі Предоєвичем, Йоаннісом Папаїоанну і Атанасом Колевим).

Неодноразово представляв Грецію на командних змаганнях, зокрема:
- дев'ять разів на шахових олімпіадах (1996, 1998, 2000, 2002, 2006, 2008, 2010, 2012, 2014)[5],
- на командному чемпіонаті світу (2010); призер: в особистому заліку – срібний (2010 – 3-тя шахівниця)[6],
- сім разів на командних чемпіонатах Європи (2001, 2003, 2005, 2007, 2009, 2011, 2013); призер: в особистому заліку – срібний (2005 – 3-тя шахівниця)[7].

Найвищий рейтинг Ело в кар'єрі мав станом на 1 липня 2014 року, досягнувши 2646 очок займав тоді 1-ше місце серед грецьких шахістів.

## Зміни рейтингу
| На цьому місці має відображатися графік чи діаграма, однак з технічних причин його відображення наразі вимкнено. Будь ласка, не видаляйте код, який викликає це повідомлення. Розробники вже працюють для того, щоби відновити штатне функціонування цього графіка або діаграми. | |
| | На цьому місці має відображатися графік чи діаграма, однак з технічних причин його відображення наразі вимкнено. Будь ласка, не видаляйте код, який викликає це повідомлення. Розробники вже працюють для того, щоби відновити штатне функціонування цього графіка або діаграми. |